# Алия Атрейдес
Алия́ Атрейдес (англ. Alia Atreides) — персонаж в цикле Хроники Дюны американского писателя Фрэнка Герберта, дочь леди Джессики и Лето I Атрейдеса, сестра Пола Атрейдеса, также известного как Муад’Диб, принцесса, позже регент.

## Биография
Родилась на планете Арракис. Её отец, герцог Лето I Атрейдес, погиб за восемь месяцев до её рождения.

Последователи называли её Святая Алия, культ Махди именовал её Девой Ножа, а для ордена Бене Гессерит она была Мерзостью. Её мать, леди Джессика, пережила спайсовую агонию во время беременности, в результате чего Алия обрела сознание будучи ещё в материнской утробе, обрела генетическую память и родилась Преподобной Матерью. Таких как она называли Предрождёнными.
«Ещё нерождённая, я стала старухой», — Леди Алия Атрейдес 
Во время битвы Муад’Диба за власть над Арракисом, в возрасте трёх лет, убила барона Владимира Харконнена гом джаббаром Атрейдесов.
В шестнадцать лет, после ухода Муад’Диба в пустыню, вышла замуж за гхолу Дункана Айдахо, стала регентом, правящим от имени детей своего брата. В попытках увидеть будущее злоупотребляла пряностью, что привело к одержимости старым бароном Владимиром Харконненом, являвшимся её предком. Тем самым Алия получила доступ к генетической памяти предков и по мужской линии.
Выбросилась из окна под давлением племянника, Лето II Атрейдеса, во время венчания Ганимы Атрейдес и её конкубина, принца Фарад’на, сына Венсиции Коррино.